# عمل تطوعي
العمل التطوعي هي حركة مُوجهة نحو تحقيق هدفٌ معيّن. ويكمن التعريف الأدق بأنها برامج غير رسمية والتزامات ذاتية وإعلانات، حيث تحدد الأطراف التي تدخل في العمل بأهدافها الخاصة، وغالبا مع رصد خاص بها وإعداد للتقارير.
ينشأ المفهوم في العديد من مجالات الدراسة، بما في ذلك علم النفس المعرفي، والإشراط الاستثابي، والفلسفة، وعلم الأعصاب، وعلم الإجرام . وله معانٍ مختلفة حسب السياق الذي يتم استخدامه فيه. على سبيل المثال، يستخدم علم النفس المنطقي المصطلح للإشارة إلى الإجراءات القابلة للتعديل من خلال عواقبها. قد يشير الحساب الأكثر إدراكًا إلى العمل التطوعي باعتباره ينطوي على تحديد النتيجة المرجوة مع الإجراء الضروري لتحقيق تلك النتيجة. يرتبط العمل التطوعي غالبًا بالوعي والإرادة. على سبيل المثال، يعتقد عالم النفس تشارلز نوكولس أننا نسيطر على سلوكنا الطوعي، وأنه من غير المعروف كيف نأتي للتخطيط للإجراءات التي سيتم تنفيذها. يطبق العديد من علماء النفس، ولا سيما تولمان، مفهوم العمل التطوعي على كل من السلوك الحيواني والبشري، مما يثير مسألة الوعي الحيواني ودوره في العمل التطوعي.